# Solanum hugonis
Solanum hugonis är en potatisväxtart som beskrevs av Hermann Heino Heine. Solanum hugonis ingår i släktet skattor som ingår i familjen potatisväxter. IUCN kategoriserar arten globalt som starkt hotad. Inga underarter finns listade i Catalogue of Life.